# Designated Survivor

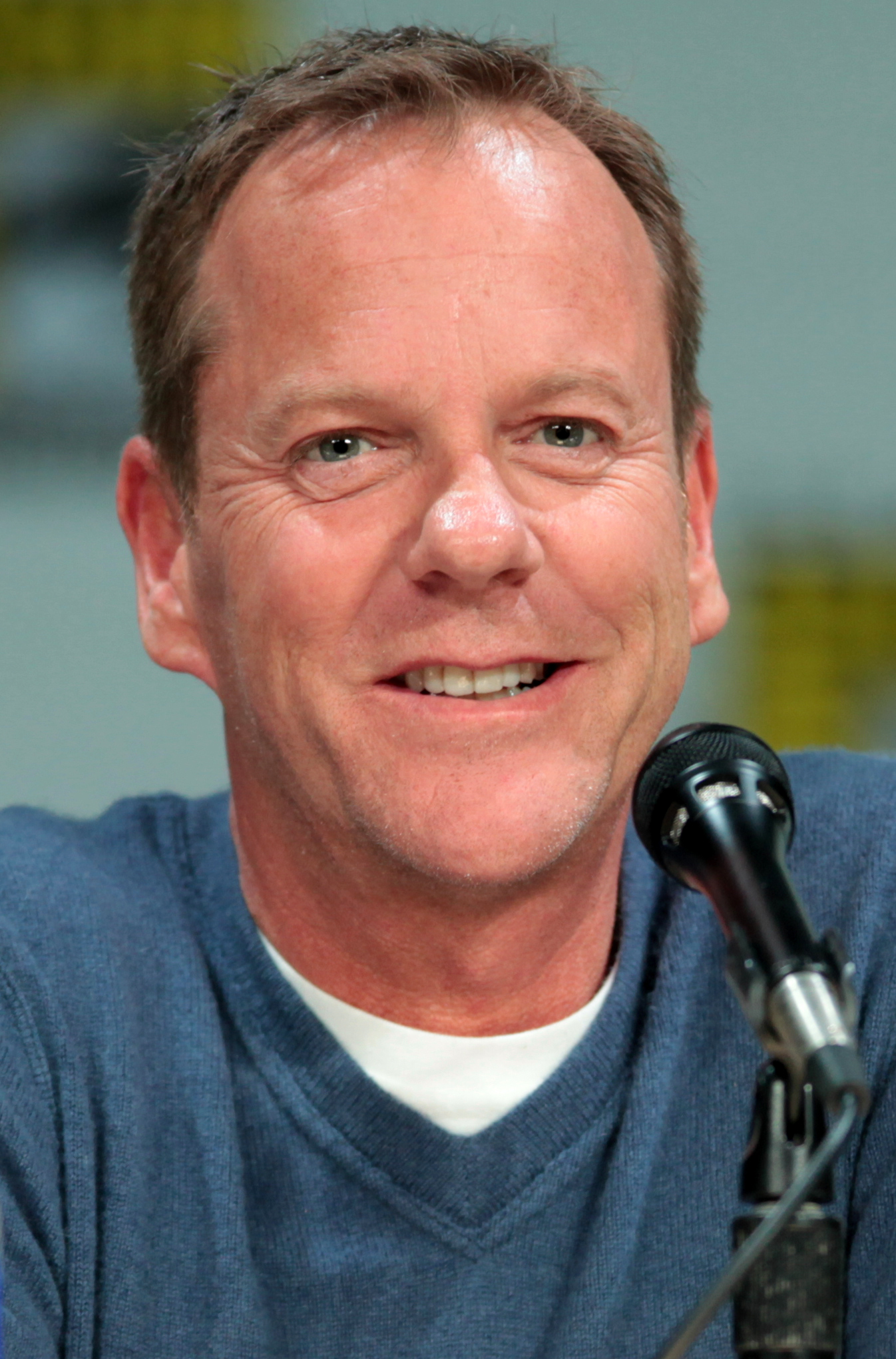
Kiefer Sutherland, protagonista de la sèrie.

Designated Survivor és una sèrie de televisió estatunidenca creada per David Guggenheim emesa per la cadena ABC. És protagonitzada per Kiefer Sutherland, que interpreta Thomas Kirkman, un polític estatunidenc que és nomenat el supervivent designat durant el discurs sobre l'estat de la unió, i que es converteix en president després que una explosió provoqui la mort de tots els polítics situats més amunt en la línia de successió. Kirkman haurà d'aprendre a presidir mentre intenta descobrir la veritat darrera de l'atemptat.

## Repartiment i personatges

### Principal
- Kiefer Sutherland com Thomas Adam "Tom" Kirkman, el President dels Estats Units i antic secretari d'habitatge i desenvolupament urbà, que jura el càrrec després d'un atac sense precedents.[1]
- Natascha McElhone com Alexandra "Alex" Kirkman (temporades 1–2), la muller de Tom i antiga advocada especialitzada en immigració.[2] McElhone va deixar la sèrie per participar en The First.[3]
- Adan Canto com Aaron Shore, sots-cap de gabinet, cap de gabinet els dies posteriors a l'atemptat; dimiteix a conseqüència de l'interrogatori que pateix posteriorment amb relació a la seva participació en el mateix. Finalment torna a la Casa Blanca per exercir d'assessor sobre seguretat nacional del president.[4]
- Italia Ricci com Emily Rhodes, cap de gabinet de Tom.[2]
- LaMonica Garrett com Mike Ritter, agent dels serveis secrets.[5]
- Tanner Buchanan com Leo Kirkman, fill gran de Tom.[6]
- Kal Penn com Seth Wright, secretari de premsa.[2]
- Maggie Q com Hannah Wells, una agent de l'FBI.[2]
- Paulo Costanzo com Lyor Boone (Temporada 2–present), director de política.[7]
- Zoe McLellan com Kendra Daynes (Temporada 2–present)[8]
- Ben Lawson com Damian Rennett (Temporada 2), agent dels serveis secrets britànics.[9]

### Recurrents
- Mckenna Grace com Penny Kirkman.[6]
- Peter Outerbridge com Charles Langdon.
- Malik Yoba com Jason Atwood.[10]
- Kevin McNally com el general Harris Cochrane.[11]
- Virginia Madsen com Kimble Hookstraten.
- Ashley Zukerman com Peter MacLeish.[12]
- George Tchortov com Nestor Lozano.
- Reed Diamond com John Foerstel.
- Mykelti Williamson com l'almirall Chernow.[13]
- Michael Gaston com James Royce.[14]
- Mariana Klaveno com Brooke Mathison.
- Jake Epstein com Chuck Russink.
- Lara Jean Chorostecki com Beth MacLeish.
- Rob Morrow com Abe Leonard.[15]
- Geoff Pierson com Cornelius Moss.[16]
- Mark Deklin com Jack Bowman.
- Kearran Giovanni com Diane Hunter.
- Terry Serpico com Patrick Lloyd.
- Richard Waugh com Jay Whitaker.
- Breckin Meyer com Trey Kirkman.[17]
- Kim Raver com Andrea Frost.[18]
- Michael J. Fox com Ethan West.[19]
- Nora Zehetner com Valeria Poriskova.[20]
- Aunjanue Ellis com Ellenor Darby.